# 永隆省
永隆省（越南语：／）是越南湄公河三角洲的一個省，省莅永隆市。

## 地理
永隆省西北接同塔省，西接芹苴市。

## 历史

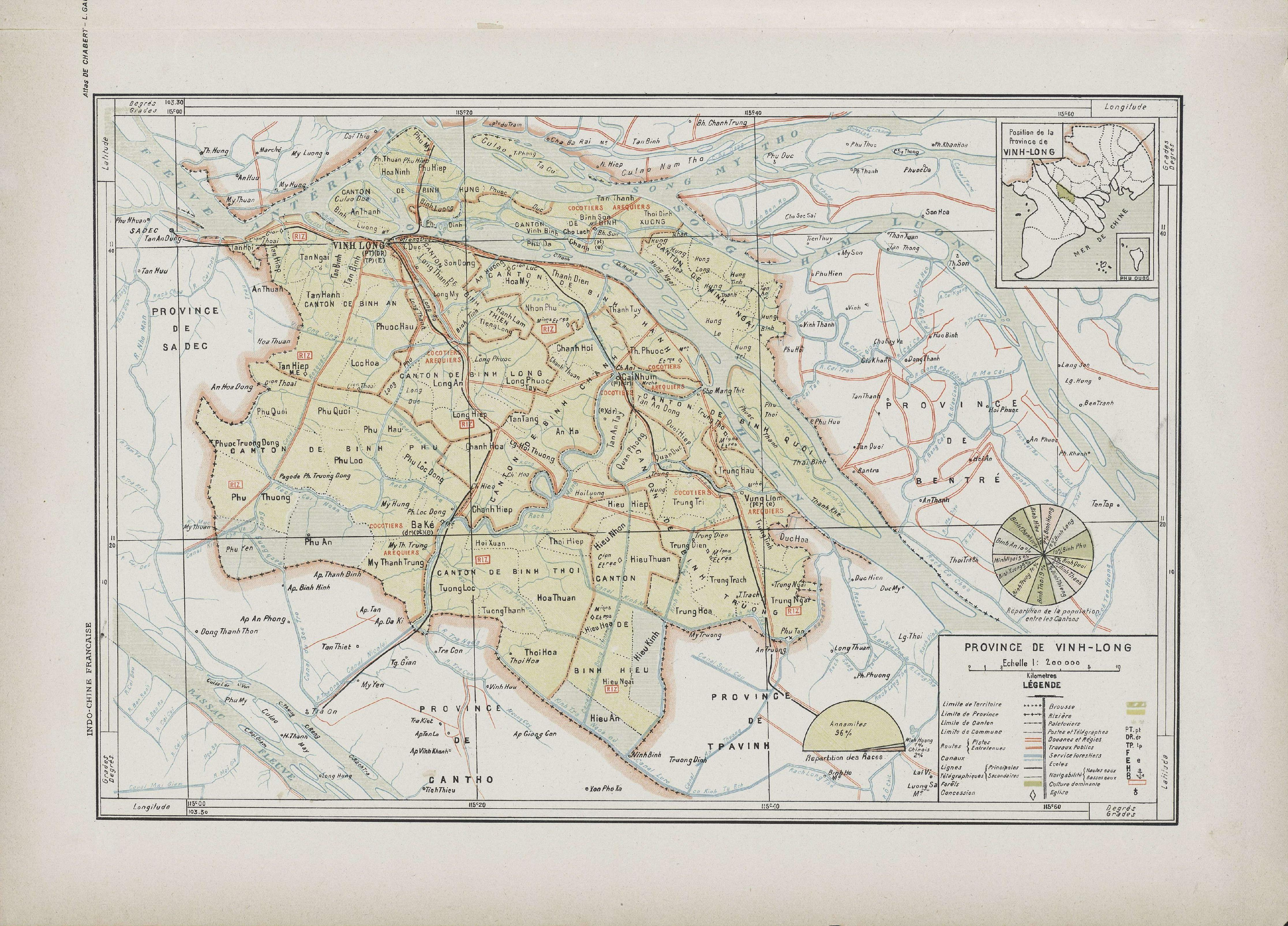
法属印度支那时期的永隆省地图

1976年2月，永隆省和茶荣省合并为九龙省。永隆省区域包括永隆市社、平明县、丐𣐅县、週城西縣、三平县、茶温县和泳濂县1市社6县。
1977年3月11日，九龙省週城西縣、丐𣐅县和三平縣2社合并为龙湖县，平明县并入三平县，茶温县并入梂棋县和泳濂县，週城西縣2社划归永隆市社。
1981年9月29日，九龙省复设平明县、茶温县，增设斌沏县。
1986年4月17日，九龙省斌沏县并入龙湖县。
1991年12月26日，九龙省重新分设为永隆省和茶荣省，永隆省下辖永隆市社、龙湖县、泳濂县、平明县、三平县和茶温县1市社5县，省莅永隆市社。
1992年2月13日，龙湖县析置斌沏县。
2007年7月31日，平明县析置平新县。
2009年4月10日，永隆市社改制为永隆市。
2012年12月28日，平明县改制为平明市社。
2025年7月1日和原茶榮省及原檳椥省合併。

## 行政區劃
永隆省下辖1市1市社6县，省莅永隆市。
- 永隆市（Thành phố Vĩnh Long）
- 平明市社（Thị xă Bình Minh）
- 平新縣（Huyện Bình Tân）
- 龍湖縣（Huyện Long Hồ）
- 斌沏縣（Huyện Mang Thít）
- 三平縣（Huyện Tam Bình）
- 茶溫縣（Huyện Trà Ôn）
- 泳濂縣（Huyện Vũng Liêm）

## 外部連結
- 永隆省电子信息门户网站（越南文）